# Muntadher Mohammed
Muntader Mohammed Jebur Maslookhi (in arabo منتظر محمد‎?; 5 giugno 2001) è un calciatore iracheno, centrocampista del Nassaji Mazandaran.

## Carriera

### Club
Muntadher ha trascorso i primi anni di carriera in Iraq. Nella stagione 2022-2023 ha giocato negli Emirati Arabi Uniti all'Al-Taawon ed il 3 agosto 2023 ha firmato con l'Esteghlal, che lo ha ceduto in prestito per una stagione al Mes Rafsanjan.

### Nazionale
Nel 2021 ha partecipato con la nazionale irachena alla Coppa araba FIFA, dove ha giocato anche il suo primo incontro ufficiale il 30 novembre contro l'Oman.
Nel 2024 è stato convocato dalla nazionale olimpica irachena per partecipare ai Giochi della XXXIII Olimpiade.

## Statistiche

### Cronologia presenze e reti in nazionale
| Cronologia completa delle presenze e delle reti in nazionale ― Iraq | Cronologia completa delle presenze e delle reti in nazionale ― Iraq | Cronologia completa delle presenze e delle reti in nazionale ― Iraq | Cronologia completa delle presenze e delle reti in nazionale ― Iraq | Cronologia completa delle presenze e delle reti in nazionale ― Iraq | Cronologia completa delle presenze e delle reti in nazionale ― Iraq | Cronologia completa delle presenze e delle reti in nazionale ― Iraq | Cronologia completa delle presenze e delle reti in nazionale ― Iraq |
| Data                                                                | Città                                                               | In casa                                                             | Risultato                                                           | Ospiti                                                              | Competizione                                                        | Reti                                                                | Note                                                                |
| ------------------------------------------------------------------- | ------------------------------------------------------------------- | ------------------------------------------------------------------- | ------------------------------------------------------------------- | ------------------------------------------------------------------- | ------------------------------------------------------------------- | ------------------------------------------------------------------- | ------------------------------------------------------------------- |
| 11-30-2021                                                          | Al Wakrah                                                           | Iraq                                                                | 1 – 1                                                               | Oman                                                                | Coppa araba FIFA 2021                                               | -                                                                   | 71’                                                                 |
| 12-6-2021                                                           | Al Khor                                                             | Qatar                                                               | 3 – 0                                                               | Iraq                                                                | Coppa araba FIFA 2021                                               | -                                                                   | 63’                                                                 |
| Totale                                                              |                                                                     | Presenze                                                            | 2                                                                   |                                                                     | Reti                                                                | 0                                                                   |                                                                     |

| Cronologia completa delle presenze e delle reti in nazionale ― Iraq olimpica | Cronologia completa delle presenze e delle reti in nazionale ― Iraq olimpica | Cronologia completa delle presenze e delle reti in nazionale ― Iraq olimpica | Cronologia completa delle presenze e delle reti in nazionale ― Iraq olimpica | Cronologia completa delle presenze e delle reti in nazionale ― Iraq olimpica | Cronologia completa delle presenze e delle reti in nazionale ― Iraq olimpica | Cronologia completa delle presenze e delle reti in nazionale ― Iraq olimpica | Cronologia completa delle presenze e delle reti in nazionale ― Iraq olimpica |
| Data                                                                         | Città                                                                        | In casa                                                                      | Risultato                                                                    | Ospiti                                                                       | Competizione                                                                 | Reti                                                                         | Note                                                                         |
| ---------------------------------------------------------------------------- | ---------------------------------------------------------------------------- | ---------------------------------------------------------------------------- | ---------------------------------------------------------------------------- | ---------------------------------------------------------------------------- | ---------------------------------------------------------------------------- | ---------------------------------------------------------------------------- | ---------------------------------------------------------------------------- |
| 24-7-2024                                                                    | Décines-Charpieu                                                             | Iraq                                                                         | 2 – 1                                                                        | Ucraina                                                                      | Olimpiadi 2024 - 1º turno                                                    | -                                                                            | 58’                                                                          |
| 27-7-2024                                                                    | Décines-Charpieu                                                             | Argentina                                                                    | 3 – 1                                                                        | Iraq                                                                         | Olimpiadi 2024 - 1º turno                                                    | -                                                                            | 60’                                                                          |
| 30-7-2024                                                                    | Nizza                                                                        | Marocco                                                                      | 3 – 0                                                                        | Iraq                                                                         | Olimpiadi 2024 - 1º turno                                                    | -                                                                            | 46’                                                                          |
| Totale                                                                       |                                                                              | Presenze                                                                     | 3                                                                            |                                                                              | Reti                                                                         | 0                                                                            |                                                                              |